# 인더스강 조약

인더스강의 유역을 나타낸 지도. 인더스강의 6개 지류의 수원지는 인도 카슈미르 계곡과 히말라야 산맥 지대에 걸쳐 있다.

인더스강 조약(영어: Indus River Treaty)은 1960년 인도와 파키스탄이 체결한 조약으로, 인도 최북단에서 발원해 파키스탄 중남부를 가로지르는 인더스강의 6개 지류에 대한 파키스탄의 이용권을 보장하는 조약이다. 세계은행 (WB)의 중재로 체결되었으며, 파키스탄의 수력 발전과 농업수 공급에 중대한 역할을 하면서 1999년 인도-파키스탄 전쟁 당시에도 유지되었다.
2025년 카슈미르 테러의 배후로 파키스탄을 지목한 인도 정부가 이 조약의 일시 중단을 발표하였다. 이에 대해 파키스탄 총리실은 "물 공급을 방해하려는 모든 노력을 전쟁 행위로 간주하겠다"며 강력히 규탄하는 입장을 밝혔다.

## 같이 보기
- 인도-파키스탄 관계
- 인더스강
- 2025년 카슈미르 테러